# Otto Ohlendorf
Otto Ohlendorf (4. února 1907 – 7. června 1951) byl německý právník, válečný zločinec a důstojník SS v hodnosti SS-Gruppenführer und Generalleutnant der Polizei (Generálporučík policie).

## Mládí a počátky kariéry
Narodil se 4. února roku 1907 v dolnosaském městě Hoheneggelsenu jako syn statkáře. Po absolvování základního vzdělání nastoupil na humanitní gymnázium v Hildesheimu, které dokončil roku 1925. Dne 28. května téhož roku vstoupil do NSDAP a rovněž i do SS.
Po dosažení středního vzdělání nastoupil na univerzitu nejprve v Lipsku a poté v Göttingenu. Studia ekonomie a práv ukončil v roce 1933 a získal titul Dr. Jur (Doktor práv).
Po dokončení studií se v říjnu téhož roku stal vedoucím referátu na institutu pro světové hospodářství v Kielu. V lednu roku 1935 přešel do Berlína, kde se stal vedoucím oddělení na institutu pro aplikované hospodářské vědy.

## Počátky u SD a druhá světová válka
V květnu 1936 vstoupil do SD a stal se ekonomickým poradcem SD pod profesorem Reinhardem Höhnem. Zde zůstal až do roku 1939, kdy se stal ředitelem III. úřadu, který měl na starosti vnitřní rozvědku na hlavním říšském bezpečnostním úřadě pod velením SS-Obergruppenführera Reinharda Heydricha.
V červnu roku 1941 byl jmenován velitelem Einsatzgruppe D se kterou operoval na jižní Ukrajině a na
Krymu. Jednotky pod jeho velením zde spáchaly jeden z největších válečných masakrů, když 13. prosince roku 1941 popravily v Simferopolu přes 14 300 lidí z nichž většina byli Židé a Romové.
Ohledorfovi a jeho jednotce Einsatzgruppe je připisováno dohromady kolem 90 000 poprav nevinných civilistů.
Ke konci roku 1943 byl Ohlendorf ke svým stávajícím funkcím jmenován zástupcem státního tajemníka na říšském ministerstvu ekonomiky (Reichsministerium für Wirtschaft).

## Poválečný proces
Poté, co byl Ohledorf zadržen spojeneckými jednotkami 23. května 1945 v Lüneburgu nedaleko Hamburku, strávil zhruba dva roky v zajetí a následně byl postaven před mezinárodní válečný tribunál v Norimberku, kde se zodpovídal jako hlavní obžalovaný v rámci následných norimberských procesů v procesu s Einsatzgruppen. Byl obžalován z válečných zločinů, ze zločinů proti lidskosti a ze členství ve zločinné organizaci. Ve všech bodech obžaloby byl shledán vinným. Neprojevil žádnou lítost a nakonec byl 7. června roku 1951 popraven oběšením v bavorské věznici v Landsbergu am Lech.

## Shrnutí vojenské kariéry

### Data povýšení
- SS-Hauptsturmführer – 9. červenec 1936
- SS-Sturmbannführer – 20. duben 1937
- SS-Obersturmbannführer – 9. listopad 1938
- SS-Standartenführer – září 1939
- SS-Oberführer – 9. listopad 1941
- SS-Brigadeführer und Generalmajor der Polizei – 16. červenec 1942
- SS-Gruppenführer und Generalleutnant der Polizei – 9. listopad 1944

### Významná vyznamenání
- Válečný záslužný kříž I. třídy s meči
- Válečný záslužný kříž II. třídy s meči
- Zlatý stranický odznak
- Totenkopfring
- Čestná dýka Reichsführera-SS
- Čestný prýmek starého bojovníka
- Služební vyznamenání NSDAP ve stříbře
- Služební vyznamenání NSDAP v bronzu
- Služební vyznamenání SS